# Chiton canariensis
Chiton canariensis är en blötdjursart som beskrevs av d'Orbigny 1839. Chiton canariensis ingår i släktet Chiton och familjen Chitonidae. Inga underarter finns listade i Catalogue of Life.